# Liste des clochers-murs de l'Allier
Cet article recense les édifices religieux de l'Allier, en France, munis d'un clocher-mur.

## Liste
| Édifice                                                  | Commune                  | Notes                                  | Coordonnées                      | Photo |
| -------------------------------------------------------- | ------------------------ | -------------------------------------- | -------------------------------- | ----- |
| Église Saint-Pardoux d'Archignat                         | Archignat                | Inscrit MH (1970)                      | 46° 20′ 37″ nord, 2° 23′ 46″ est |       |
| Église Saint-Pierre de Bost                              | Bost                     | Inscrit MH (1933)                      | 46° 10′ 42″ nord, 3° 31′ 01″ est |       |
| Église Sainte-Anne du Breuil                             | Le Breuil                | Inscrit MH (1927)                      | 46° 11′ 01″ nord, 3° 39′ 35″ est |       |
| Église Sainte-Anne de La Chapelle-aux-Chasses            | La Chapelle-aux-Chasses  |                                        | 46° 40′ 13″ nord, 3° 32′ 00″ est |       |
| Église Saint-Cyr-et-Sainte-Julitte de Chavroches         | Chavroches               |                                        | 46° 21′ 18″ nord, 3° 35′ 18″ est |       |
| Église Saint-Pierre de Chouvigny                         | Chouvigny                |                                        | 46° 07′ 34″ nord, 2° 59′ 27″ est |       |
| Chapelle Sainte-Madeleine de Cusset                      | Cusset                   |                                        | 46° 06′ 25″ nord, 3° 30′ 37″ est |       |
| Chapelle Saint-Hilaire du Donjon                         | Le Donjon                |                                        | 46° 21′ 23″ nord, 3° 46′ 54″ est |       |
| Église Saint-Clément d'Espinasse-Vozelle                 | Espinasse-Vozelle        |                                        | 46° 07′ 30″ nord, 3° 19′ 20″ est |       |
| Chapelle Saint-François du Mayet-de-Montagne             | Le Mayet-de-Montagne     |                                        | 46° 04′ 20″ nord, 3° 40′ 08″ est |       |
| Église Saint-Martin de Marcenat                          | Marcenat                 | Également appelée église Sainte-Marie  | 46° 14′ 05″ nord, 3° 23′ 48″ est |       |
| Église Saint-Éloi de Montoldre                           | Montoldre                |                                        | 46° 20′ 04″ nord, 3° 26′ 52″ est |       |
| Église Saint-Martin de Montord                           | Montord                  |                                        | 46° 17′ 34″ nord, 3° 13′ 49″ est |       |
| Église Sainte-Marie-Madeleine de Neuilly-en-Donjon       | Neuilly-en-Donjon        | Classé MH (1944)                       | 46° 20′ 41″ nord, 3° 53′ 16″ est |       |
| Chapelle du château de Coulombière                       | Saint-Aubin-le-Monial    |                                        | 46° 32′ 17″ nord, 3° 00′ 59″ est |       |
| Église Saint-Félix de Saint-Félix                        | Saint-Félix              |                                        | 46° 13′ 42″ nord, 3° 28′ 57″ est |       |
| Ancienne chapelle du château de Saint-Germain-des-Fossés | Saint-Germain-des-Fossés |                                        | 46° 12′ 13″ nord, 3° 25′ 57″ est |       |
| Église Saint-Voir de Saint-Voir                          | Saint-Voir               |                                        | 46° 24′ 26″ nord, 3° 31′ 08″ est |       |
| Église Saint-Germain-d'Auxerre de Sauvagny               | Sauvagny                 | Classé MH (1930)                       | 46° 26′ 42″ nord, 2° 49′ 11″ est |       |
| Chapelle de la Brosse                                    | Servilly                 |                                        | 46° 17′ 23″ nord, 3° 36′ 13″ est |       |
| Église Saint-Jean de Servilly                            | Servilly                 | Également appelée église Sainte-Marie  | 46° 16′ 41″ nord, 3° 35′ 13″ est |       |
| Église Saint-André de Taxat                              | Taxat-Senat              | Inscrit MH (1942)                      | 46° 12′ 19″ nord, 3° 09′ 23″ est |       |
| Église Saint-Martin de Terjat                            | Terjat                   |                                        | 46° 12′ 13″ nord, 2° 36′ 53″ est |       |
| Église Saint-André de Valignat                           | Valignat                 | Inscrit MH (1968)                      | 46° 10′ 34″ nord, 3° 04′ 25″ est |       |
| Chapelle Notre-Dame de Chazeuil                          | Varennes-sur-Allier      | Également appelée chapelle de la Ronde | 46° 19′ 42″ nord, 3° 23′ 24″ est |       |
| Église Saint-Martin de Vaumas                            | Vaumas                   |                                        | 46° 26′ 46″ nord, 3° 37′ 49″ est |       |
| Église Saint-Éloi de Vaux                                | Vaux                     |                                        | 46° 25′ 34″ nord, 2° 35′ 55″ est |       |
| Chapelle Notre-Dame-de-la-Salette du Vernet              | Le Vernet                |                                        | 46° 06′ 33″ nord, 3° 27′ 41″ est |       |